# Вибори до Чернігівської обласної ради 2015
Вибори до Чернігівської обласної ради 2015 — вибори депутатів Чернігівської обласної ради, які відбулися 25 жовтня 2015 року в рамках проведення місцевих виборів у всій країні.
Вибори відбулися за пропорційною системою, в якій кандидати закріплені за 64 виборчими округами. Для проходження до ради партія повинна була набрати не менше 5% голосів.

## Кандидати
Номери партій у бюлетені подані за результатами жеребкування:
| Номер у бюлетені | Назва                                 | Кількість кандидатів | Перший номер                        |
| ---------------- | ------------------------------------- | -------------------- | ----------------------------------- |
| 1                | Радикальна партія Олега Ляшка         | 65                   | Авер'янов Олег В'ячеславович        |
| 2                | УКРОП                                 | 64                   | Журман Сергій Миколайович           |
| 3                | ВО «Свобода»                          | 40                   | Міщенко Андрій Миколайович          |
| 4                | «Громадянська позиція»                | 19                   | Мельник Олександр Григорович        |
| 5                | «Соціалісти»                          | 12                   | Кравець Павло Валерійович           |
| 6                | «Блок Петра Порошенка „Солідарність“» | 65                   | Куліч Валерій Петрович              |
| 7                | Аграрна партія України                | 64                   | Кияновський Віктор Павлович         |
| 8                | Партія простих людей Сергія Капліна   | 13                   | Максак Володимир Іванович           |
| 9                | «Нова держава»                        | 64                   | Лещенко Володимир Олексійович       |
| 10               | «Наш край»                            | 65                   | Мельничук Валентин Васильович       |
| 11               | ВО «Батьківщина»                      | 65                   | Дубіль Валерій Олександрович        |
| 12               | «Опозиційний блок»                    | 64                   | Мирошниченко Анатолій Костянтинович |

## Результати
| Місце | Партія                                | % голосів | Кількість голосів | Зміна % 2015 до 2010 | Усього місць |
| ----- | ------------------------------------- | --------- | ----------------- | -------------------- | ------------ |
| 1     | «Блок Петра Порошенка „Солідарність“» | 17,34%    | 68 644            | ▲ +13,58%            | 12           |
| 2     | Радикальна партія Олега Ляшка         | 16,34%    | 64 701            | —                    | 12           |
| 3     | ВО «Батьківщина»                      | 15,27%    | 60 449            | ▼ -3,33%             | 11           |
| 4     | «Наш край»                            | 14,99%    | 59 365            | —                    | 11           |
| 5     | Аграрна партія України                | 11,99%    | 47 492            | —                    | 9            |
| 6     | УКРОП                                 | 6,85%     | 27 127            | —                    | 5            |
| 7     | «Опозиційний блок»                    | 5,92%     | 23 424            | ▼ -15,70%            | 4            |
| 8     | ВО «Свобода»                          | 4,67%     | 18 480            | —                    | —            |
| 9     | «Громадянська позиція»                | 2,39%     | 9473              | —                    | —            |
| 10    | Партія простих людей Сергія Капліна   | 2,29%     | 9085              | —                    | —            |
| 11    | «Нова держава»                        | 1,35%     | 5346              | ▼ -4,18%             | —            |
| 12    | «Соціалісти»                          | 0,61%     | 2396              | ▼ -6,08%             | —            |
|       | Усього голосів за партії              | 100%      | 395 982           |                      | 64           |
|       | Недійсні                              | 4,10%     | 16 924            |                      |              |
|       | Усього (явка 48,72%)                  | —         | 412 906           |                      |              |